# Glas in lood in Nederland 1817-1968

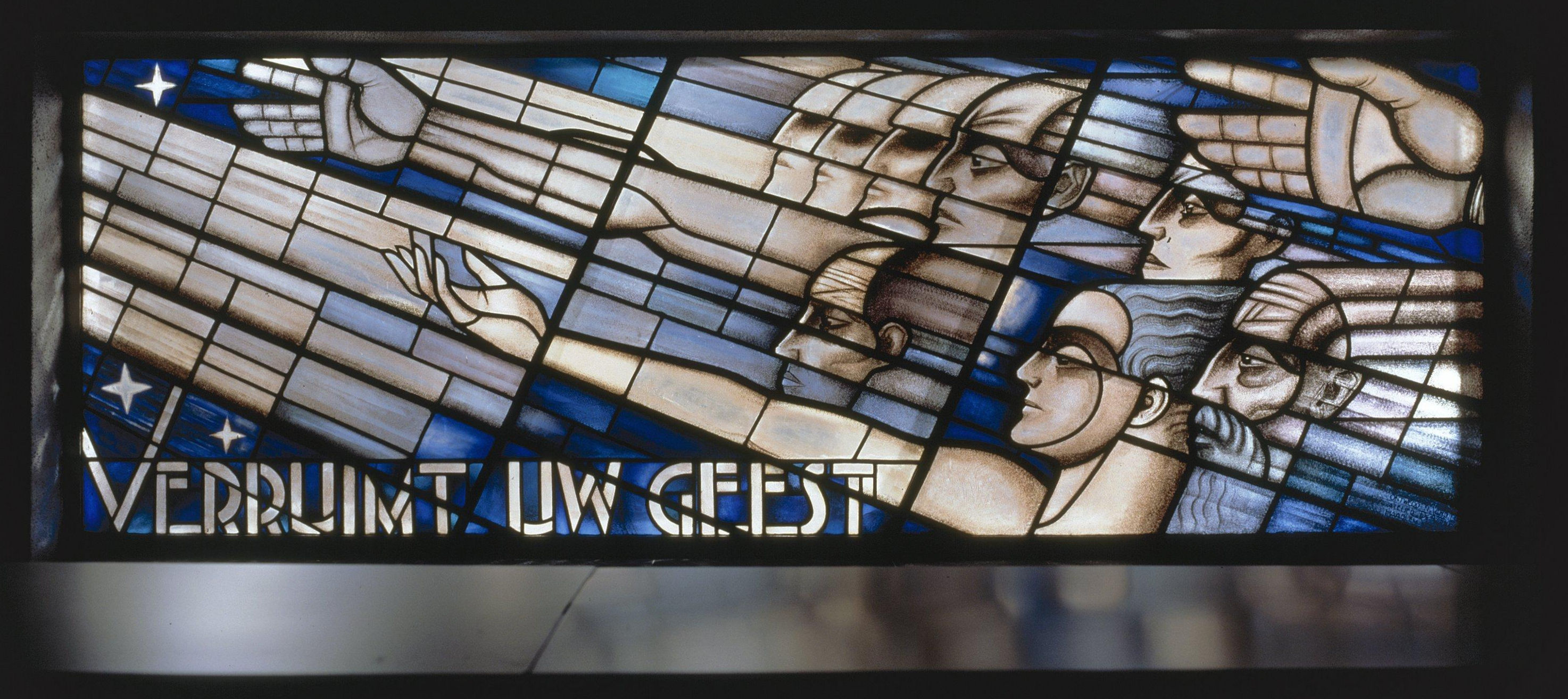
Detail achterkant omslag: raam van Nico Schrier.

Glas in lood in Nederland 1817-1968 is een naslagwerk over het Nederlands glas in lood in de 19e en 20e eeuw.

## Achtergrond
In 1985 publiceerde de Rijksdienst voor Monumentenzorg de bundel "Kleurig glas in Monumenten, conservering van gebrandschilderd glas". Ook vanuit de Rijksdienst Beeldende Kunst werden in die tijd pogingen ondernomen om het onderwerp onder de aandacht te brengen. Men kwam in contact met Carine Hoogveld, die in samenwerking met de Vrije Universiteit Amsterdam en de Universiteit Leiden een onderzoek heeft ingesteld naar de glasschilderkunst in Nederland. Het resultaat daarvan werd vastgelegd in Glas in lood in Nederland 1817-1968, dat tekstbijdragen bevat van ruim zestig schrijvers, veelal doctoraalstudenten kunstgeschiedenis. Hoogveld was hoofdredacteur, de eindredactie was in handen van Ellinoor Bergvelt en Frans van Burkom. Het voorwoord werd geschreven door jhr. ir. L.L.M. van Nispen tot Sevenaer, directeur van de Rijksdienst voor Monumentenzorg en drs. R.R. de Haas, directeur van de Rijksdienst Beeldende Kunst. Het naslagwerk is rijk geïllustreerd. De meeste foto's werden gemaakt door fotografen van de Rijksdienst voor Monumentenzorg. Het boek werd uitgegeven bij Sdu Uitgevers.
Het onderzoek en het uitbrengen van het boek was aanleiding voor het organiseren van vijf verschillende tentoonstellingen over de Nederlandse glasschilderkunst, elk met een eigen invalshoek, in het Drents Museum in Assen, Museum Kempenland in Eindhoven, het Gemeentemuseum Helmond, de Commanderie van Sint Jan in Nijmegen en het Slot Zeist. Zo werd in Assen het monumentale werk van onder anderen Antoon Derkinderen, Richard Roland Holst, Johan Thorn Prikker, Jan Toorop en Willem van Konijnenburg getoond en legde men in Zeist de nadruk op glaskunst van na de Tweede Wereldoorlog.

## Inhoud
Het boek gaat in op de ontwikkeling van de glasschilderkunst en het glazeniersvak vanaf de eerste experimenten van Franciscus Peters in 1817 tot de opheffing van de verenigingen voor monumentale kunstenaars in 1968. In deze periode waren zo'n 500 glazeniers werkzaam, van 147 glazeniers is een biografie opgenomen. Niet alleen het glas in lood komt aan de orde, maar ook technieken als glas in beton en glasappliqué. In een glossarium worden technische termen uitgelegd.
Indeling
- De ontwikkeling van de glasschilderkunst in de 19e eeuw
- Een nieuwe kunst – sierende en monumentale glaskunst 1890-1930
- De Stijl
- De Monumentalen
- De Limburgse glasschilderkunst tijdens het Interbellum
- Monumentale beglazingen gedurende de periode 1945-1968
- 147 Biografieën
- Lijst met ateliers en kunstenaars die niet in de biografische lijst zijn opgenomen
- Glossarium
- Lijst gebruikte literatuur

## Opgenomen biografieën
- Fik Abbing
- Cor Alons
- Carlo Andreoli
- Karel Appel
- Gebroeders Asperslagh: Lou Asperslagh, Alex Asperslagh, Henk Asperslagh
- Toon Berg
- Lando van den Berg
- Raymond van Bergen
- Atelier Bevo
- Han Bijvoet
- Adrianus Bleys
- Louis Boermeester
- Willem Bogtman
- Glasfabriek J.J.B.J. Bouvy
- Glasbewerkingsbedrijf Brabant
- Joop van den Broek
- Dick Broos
- Hugo Brouwer
- Heinrich Campendonk
- Toussaint Cartisser
- Jules Chapon
- Joan Collette
- Adolf le Comte
- Andries Copier
- Frans Cox
- Pierre Cuypers
- Jo Daemen
- Egbert Dekkers
- Antoon Derkinderen
- Jan Dijker
- Johan Dijkstra
- Theo van Doesburg
- Gène Eggen
- Charles Eyck
- Ted Felen
- Hubert Felix
- Atelier Flos
- Gilles Franssen
- Jacques Frenken
- Frits Geuer
- Heinrich Geuer
- Jaap Gidding
- Johannes Willem Gips
- Adrie Grootens
- Jacoba van Heemskerck
- Marianne van der Heijden
- Berend Hendriks
- Jos Hermans
- Lambert Hezenmans
- Pieter Hofman

- Lex Horn
- Jos ten Horn
- Vilmos Huszár
- Ger van Iersel
- Henri Jonas
- Harm Kamerlingh Onnes
- Eduard Willem Frederik Kerling sr.
- Henricus Kocken
- Piet Kok
- Willem van Konijnenburg
- Gunhild Kristensen
- Paul Kromjong
- Harry op de Laak
- Harry van Lamoen
- Eugène Laudy
- Chris Lebeau
- Bart van der Leck
- Marius de Leeuw
- Huub Levigne
- Atelier Liefkes: Hans Liefkes, Arend Liefkes
- Carel Adolph Lion Cachet
- Ed Löhrer
- Huub Loontjens
- Lambert Lourijsen
- Huib Luns
- Marco Maas
- Jon Marten
- Jan Meine Jansen
- Otto Mengelberg
- Willem Mengelberg
- Gerard Mesterom
- Dom van der Meij
- Jaap Min
- Antoon Molkenboer
- Theo Mols
- Max Nauta
- Frans Nicolas
- Joep Nicolas
- Joep Nicolas, genaamd Nicolas van Ronkenstein
- Toon Ninaber van Eyben
- Atelier Le Nobel: Jacobus le Nobel, Jan le Nobel
- Frans Nols
- Jan Ooms
- Jan Oosterman
- Jan Peeters
- Franciscus Peters
- Albert Plasschaert
- Jentsje Popma
- Atelier 't Prinsenhof: Jan Schouten

- Jaap Pronk
- Eugène Quanjel
- Cor Reisma
- Max Reneman
- Marius Richters
- Jacobus van Rijckevorsel
- Jan van Rijckevorsel
- Richard Roland Holst
- Louis van Roode
- Ateliers gebrs. Den Rooijen: Jean den Rooijen
- Huib de Ru
- Georg Rueter
- Lodewijk Schelfhout
- Henk Schilling
- Femina Schilt-Geesink
- Jan Schoenaker
- Harrie Schoonbrood
- Nico Schrier
- Lambert Simon
- Frans Slijpen
- Frans Smeets
- René Smeets
- Henri van der Stok
- Abraham Stokhof de Jong
- Corns van Straaten
- Atelier Van Tetterode: Floris van Tetterode
- Johan Thorn Prikker
- Jan Toorop
- Karel Trautwein
- Albert Troost
- Hans Truijen
- Herman Veldhuis
- Pieter van Velzen
- Jacques Vonk
- Jan Murk de Vries
- Wim Wagemans
- Everardus Warffemius
- Gisèle Waterschoot van der Gracht
- Max Weiss
- Karla Wenckebach
- Jaap Weyand
- Pieter Wiegersma
- Matthieu Wiegman
- Willem Wiegmans
- Daan Wildschut
- Jan Willemen
- Wim van Woerkom
- Jacob Ydema

## Afbeeldingen

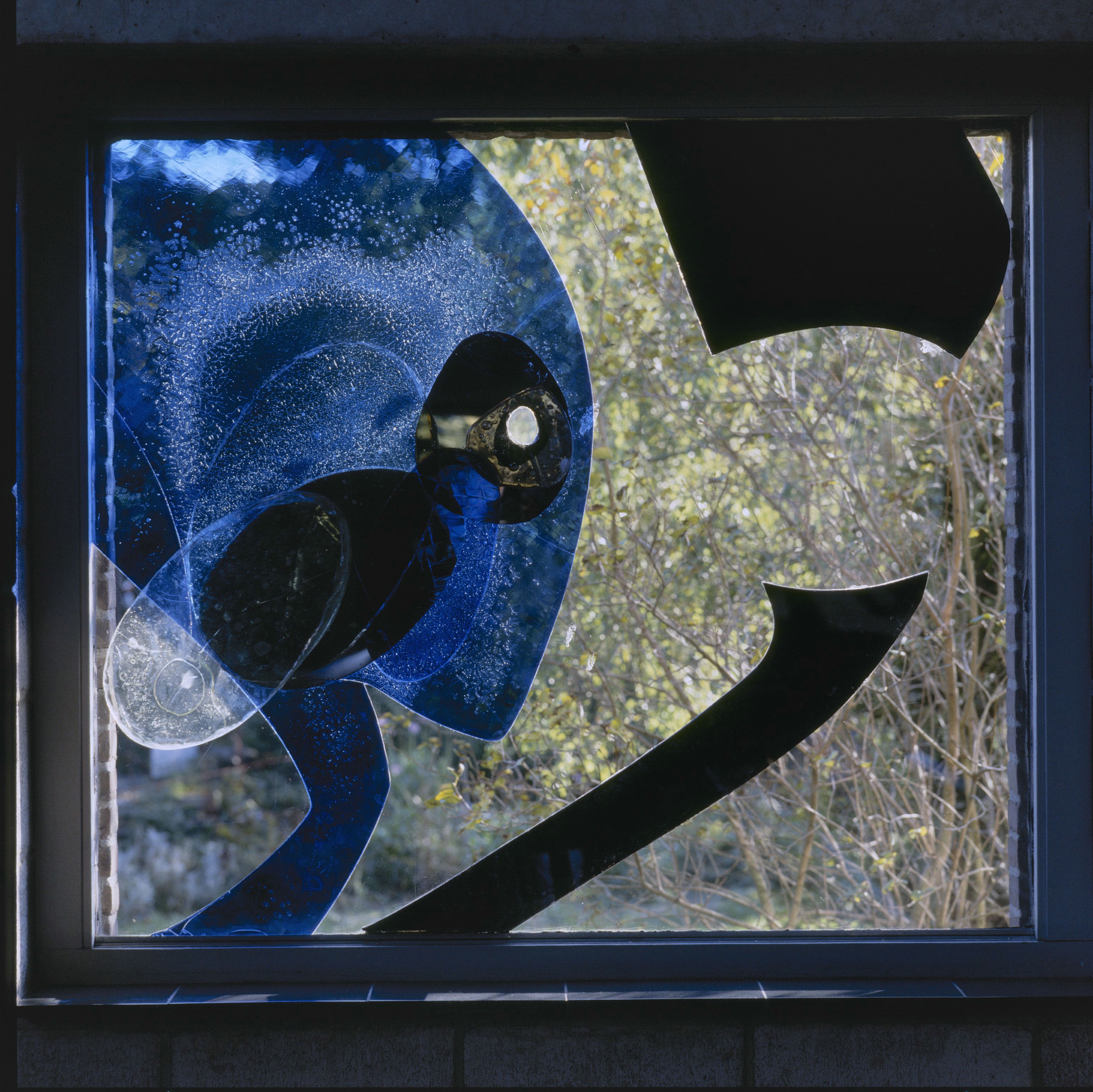
Carlo Andreoli, Opstandingskerk Monnickendam
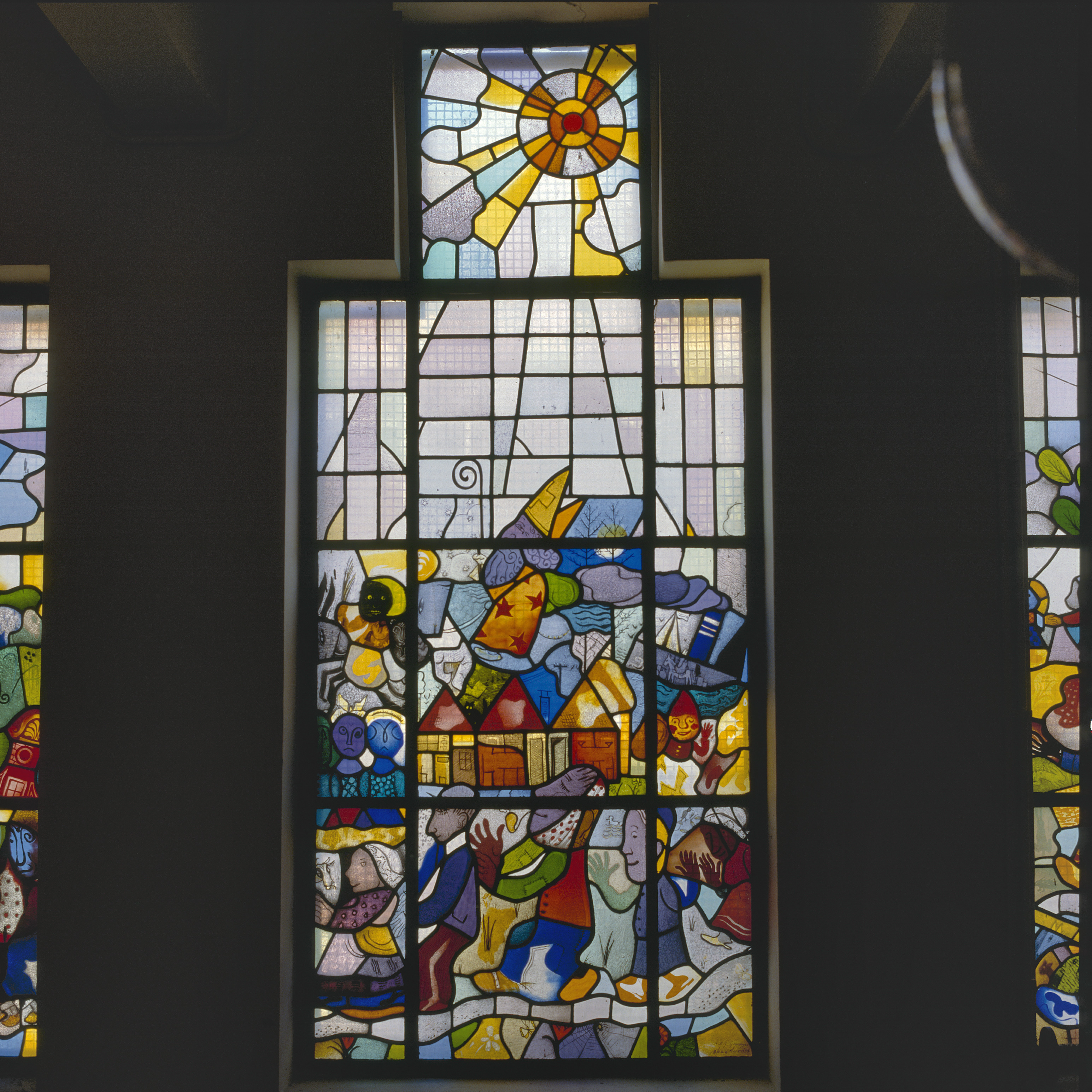
Johan Dijkstra, kleuterschool Groningen
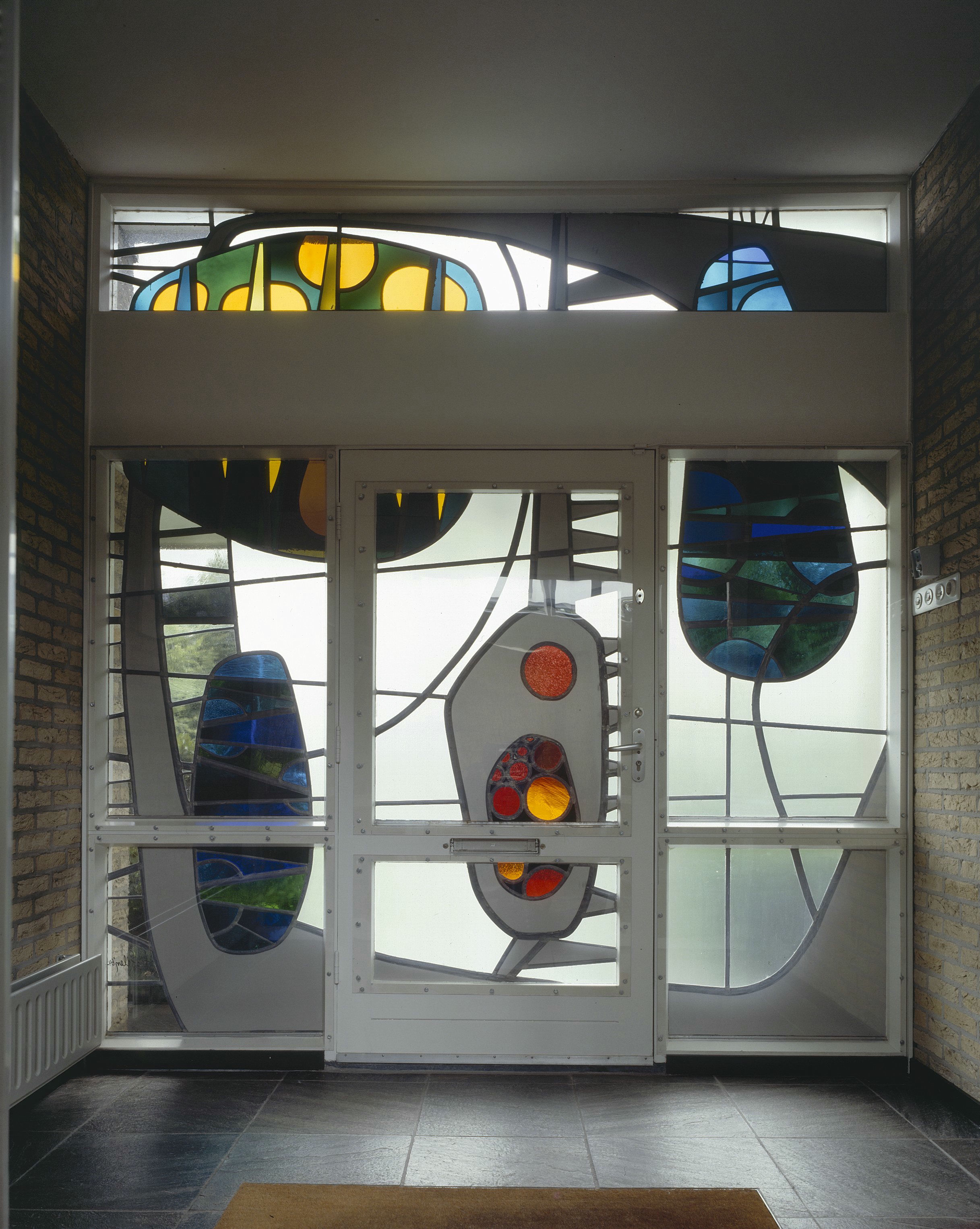
Ted Felen, woning in Buitenveldert
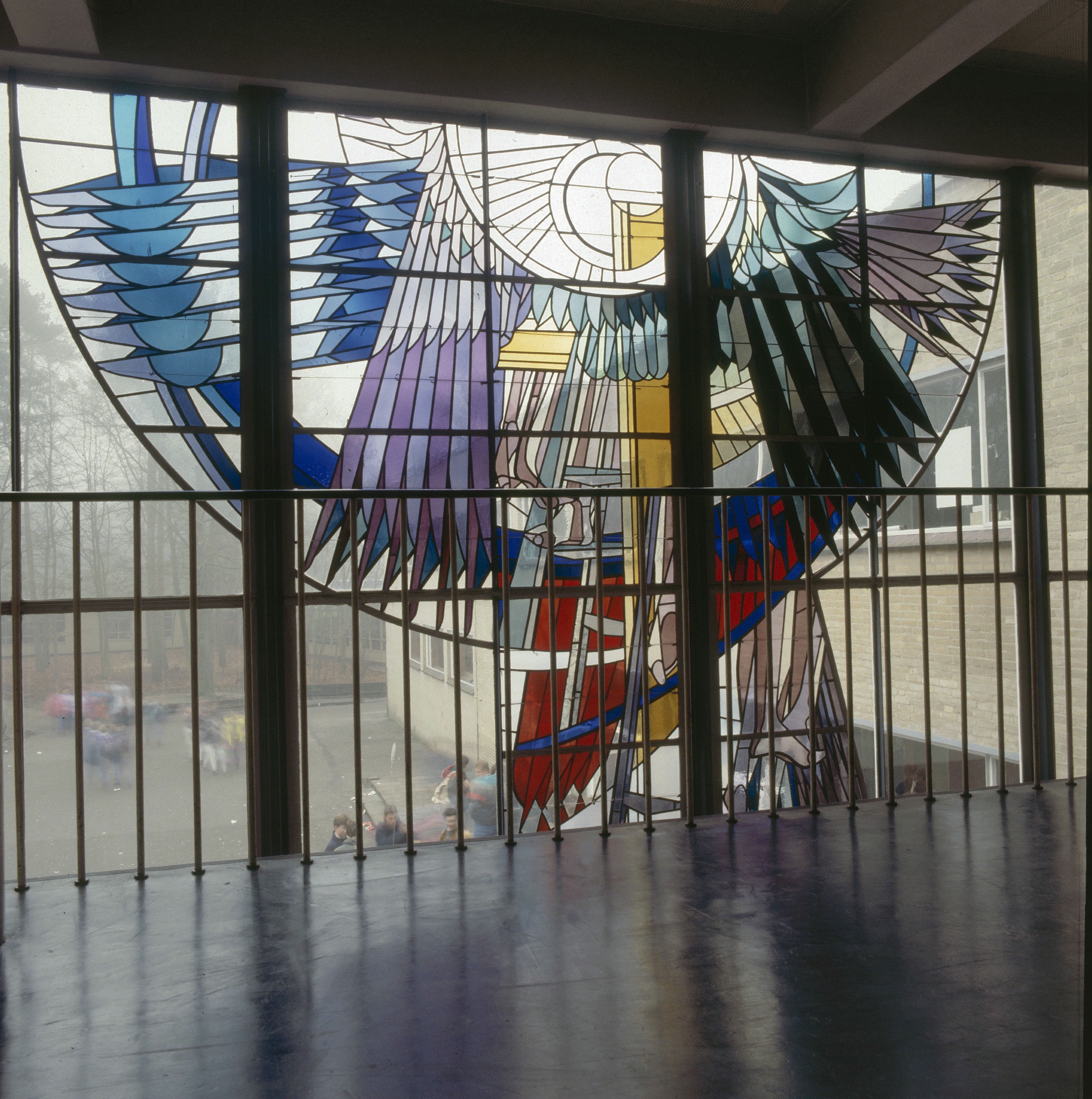
Berend Hendriks, Revius Lyceum Doorn
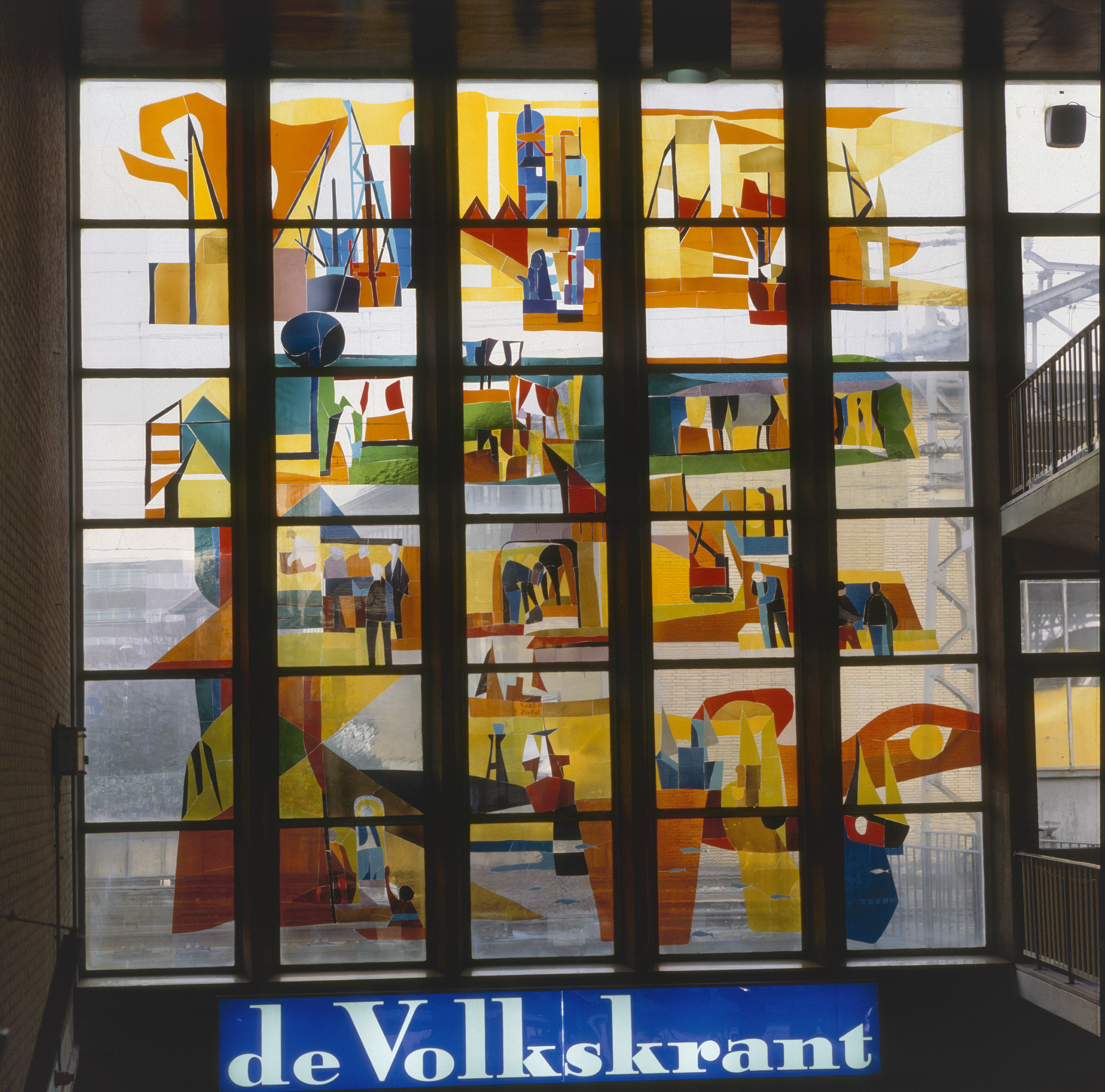
Lex Horn, station Eindhoven
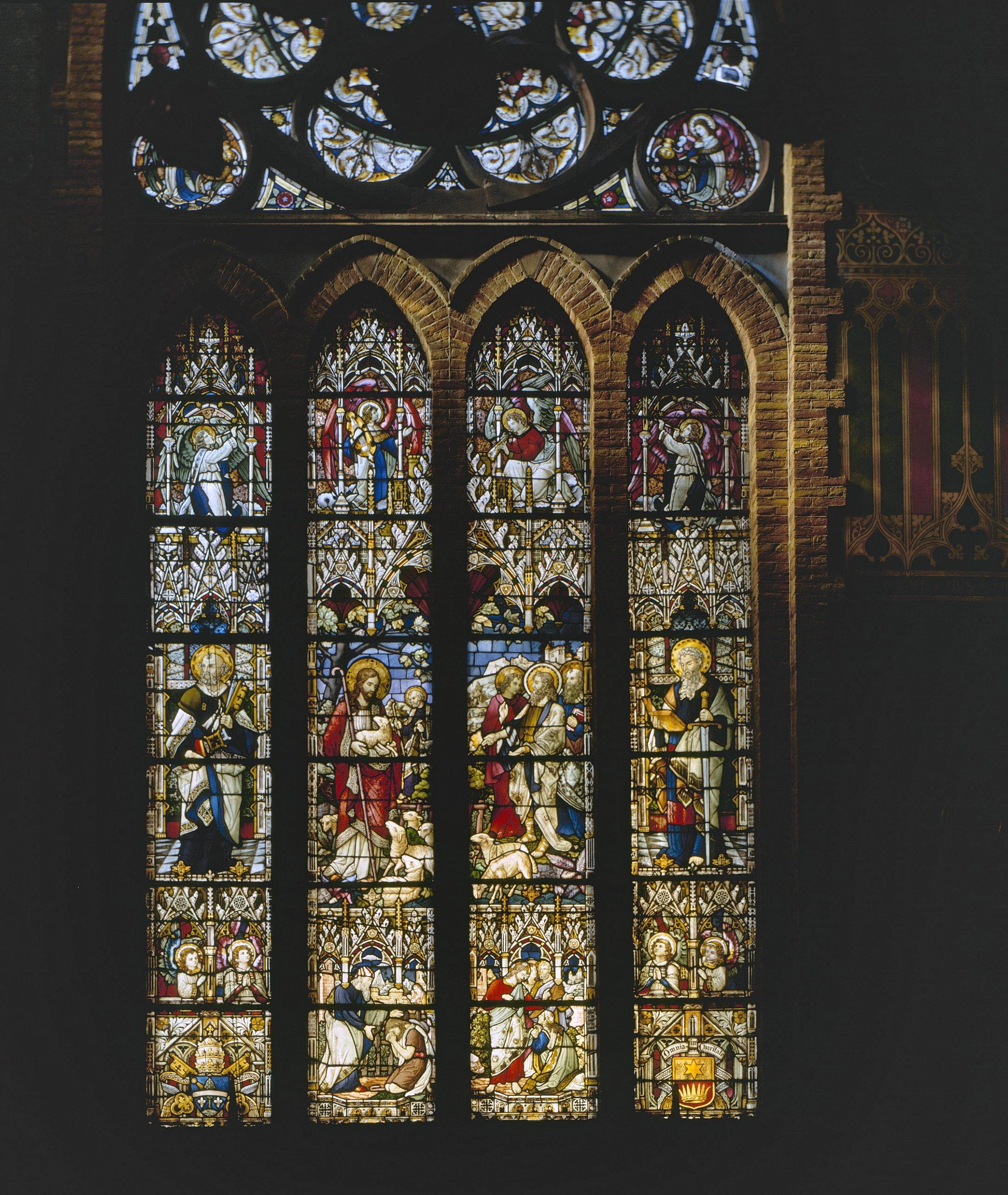
Ed Löhrer, Sint-Franciscuskerk Oudewater
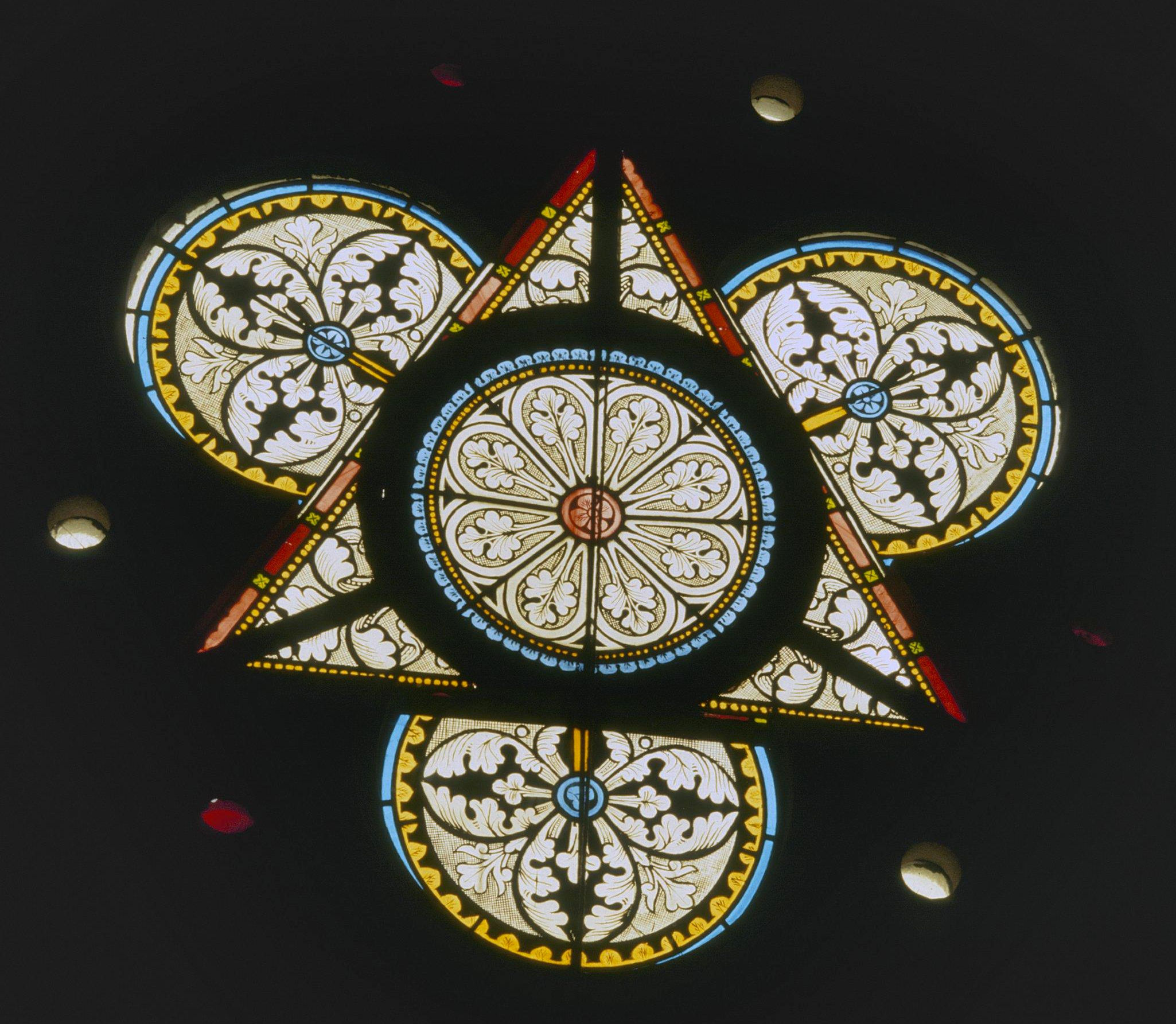
Atelier F. Nicolas en Zonen, Sint-Urbanuskerk Duivendrecht
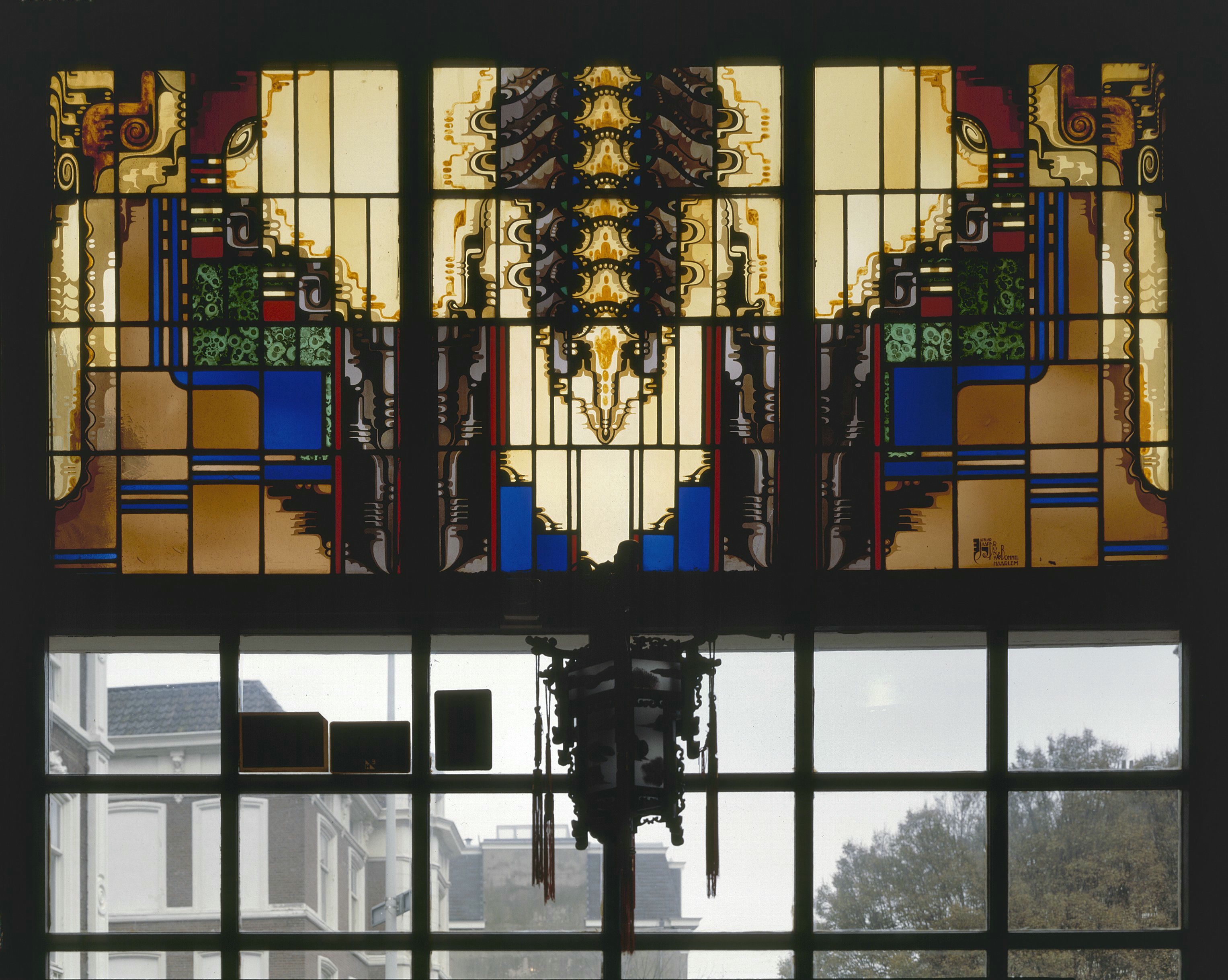
Jaap Pronk, woning Den Haag
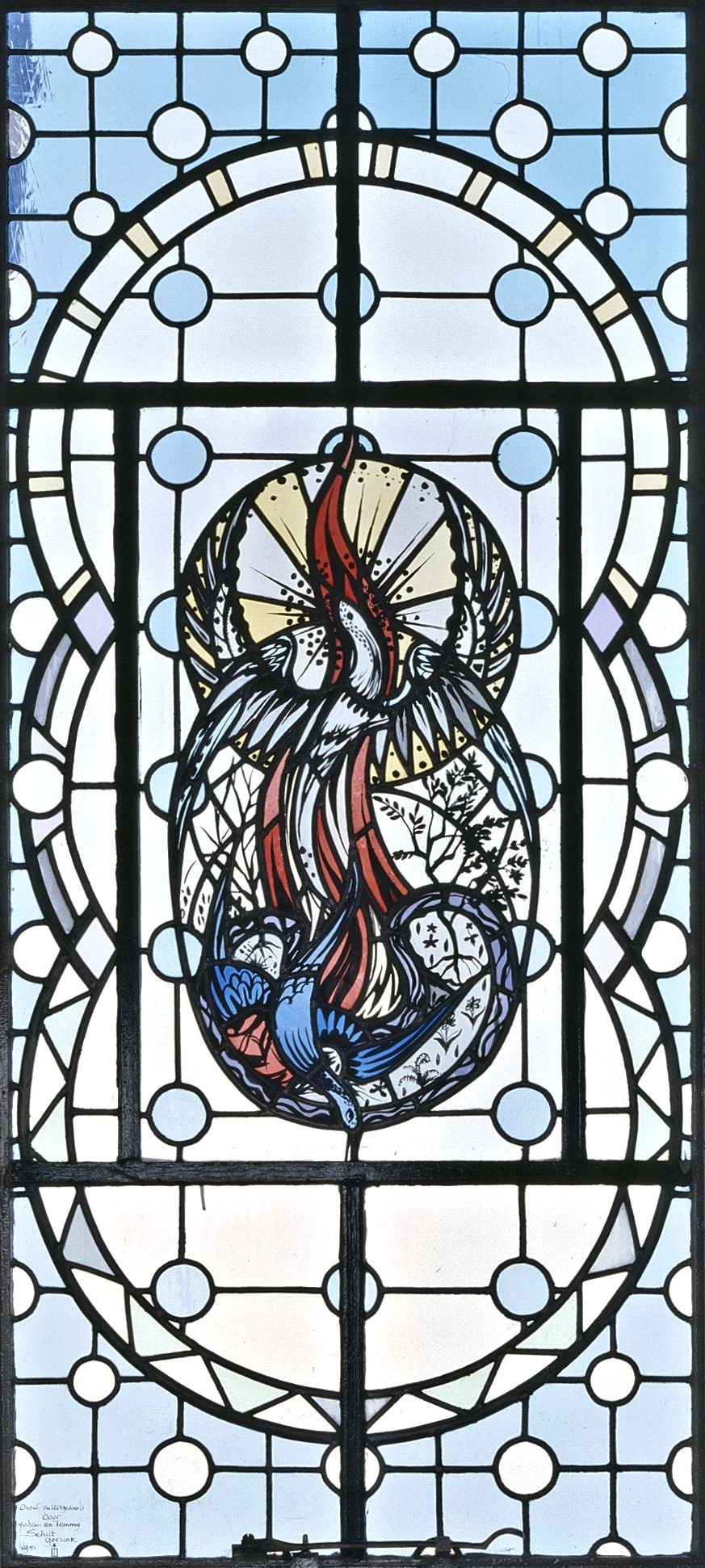
Femmy Schilt-Geesink, raadhuis Kapelle
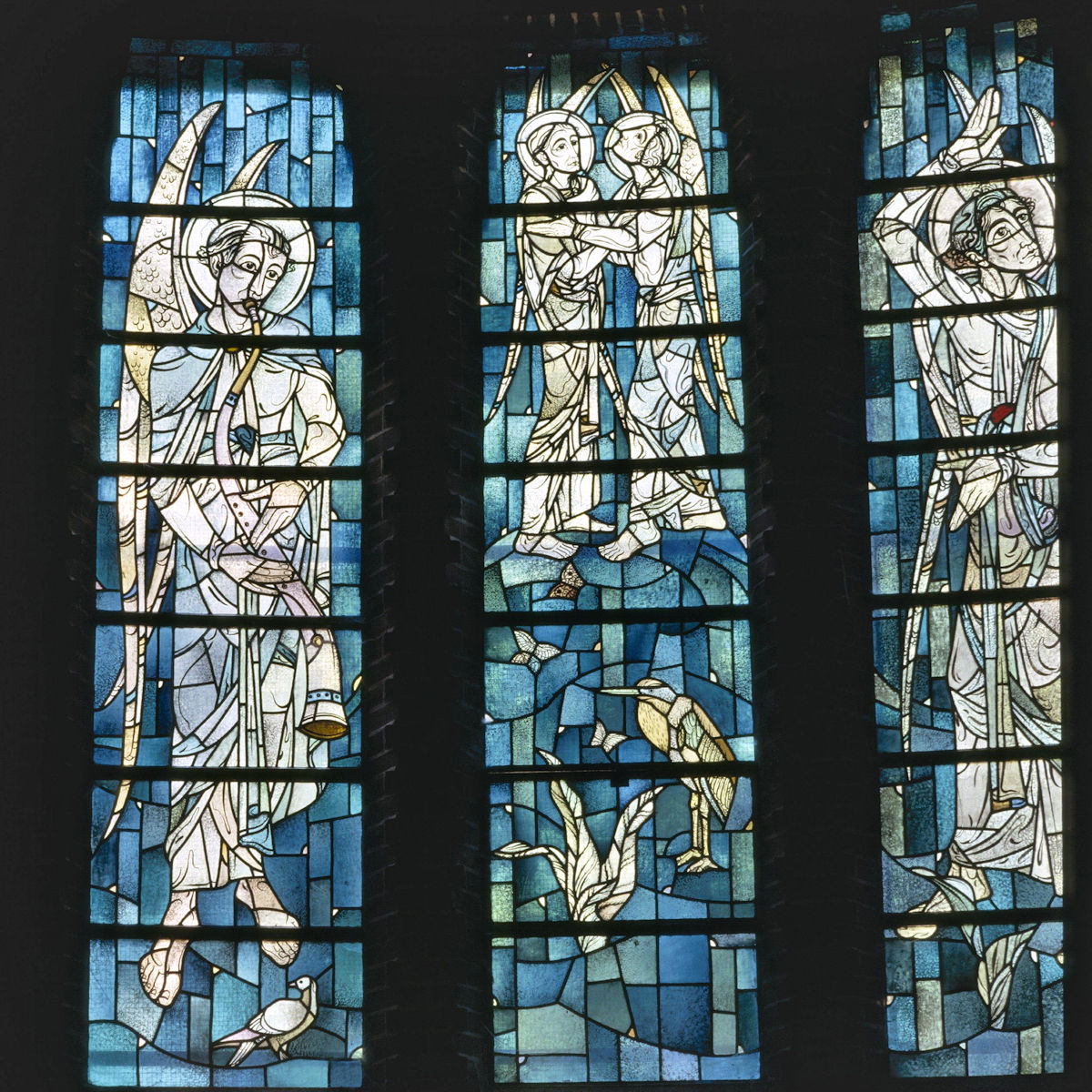
Abram Stokhof de Jong, De Vluchtheuvel in Bergen
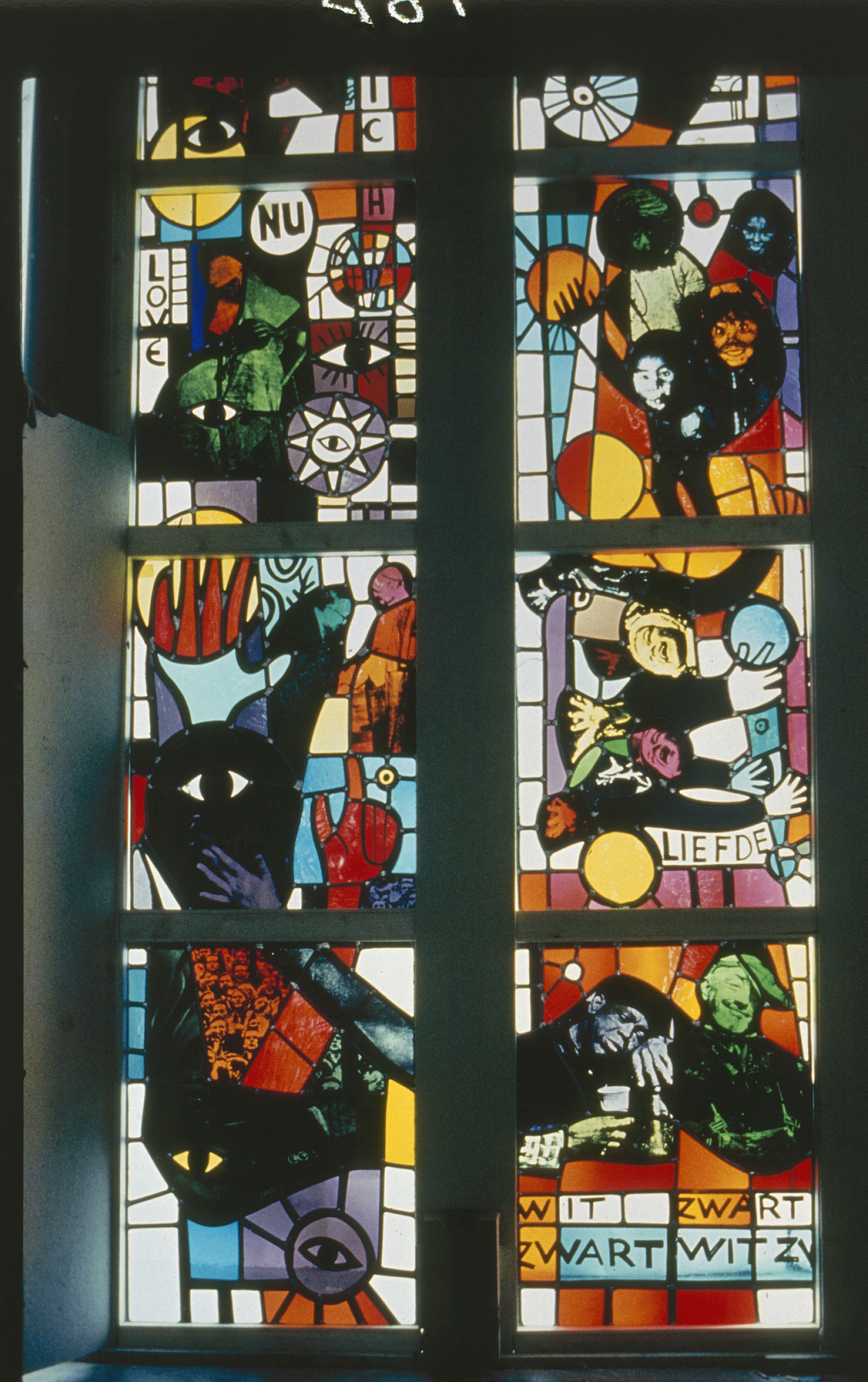
Hans Truijen, Sint-Martinuskerk (Maastricht)
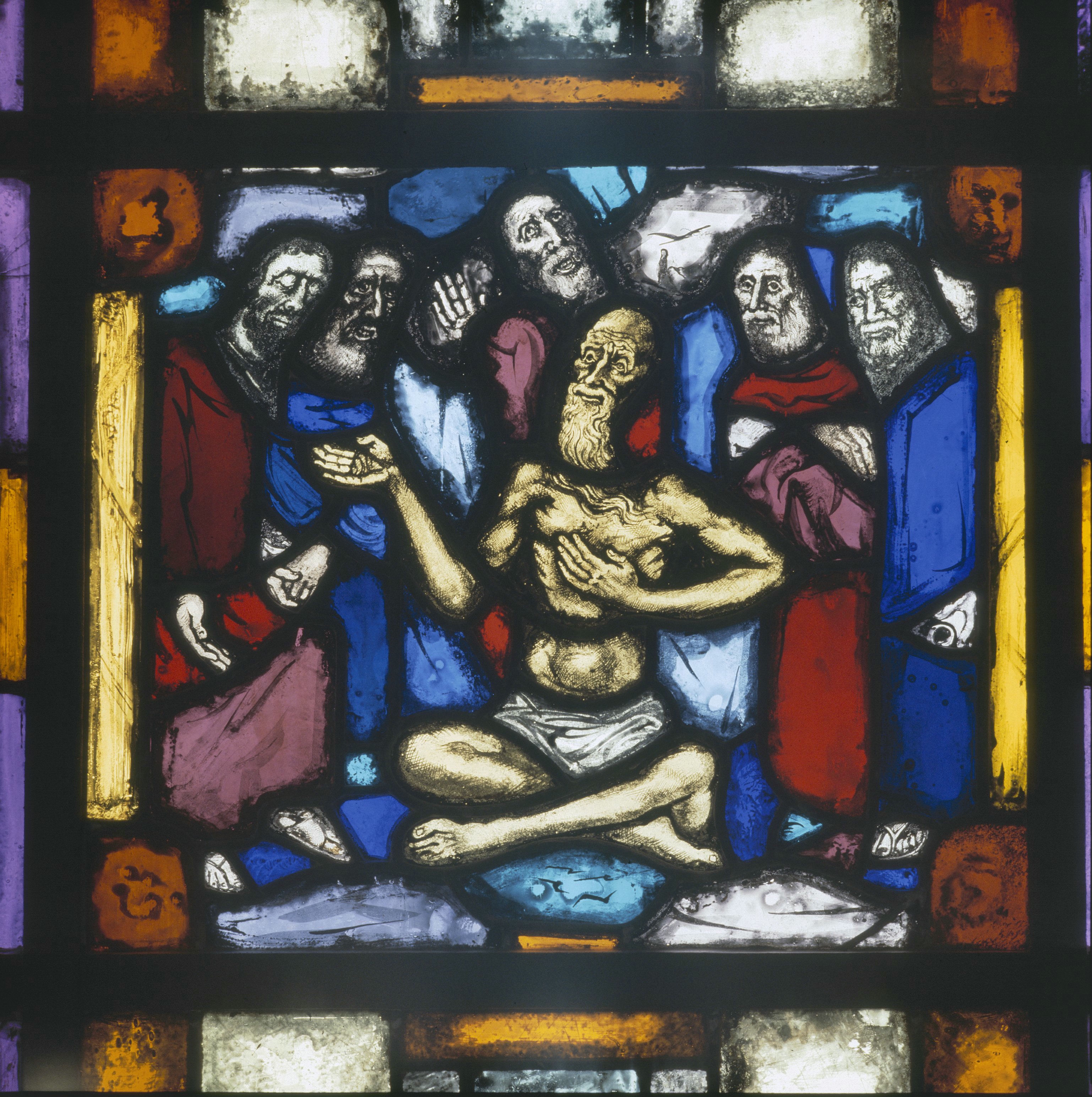
Jaap Weyand, Rijksacademie
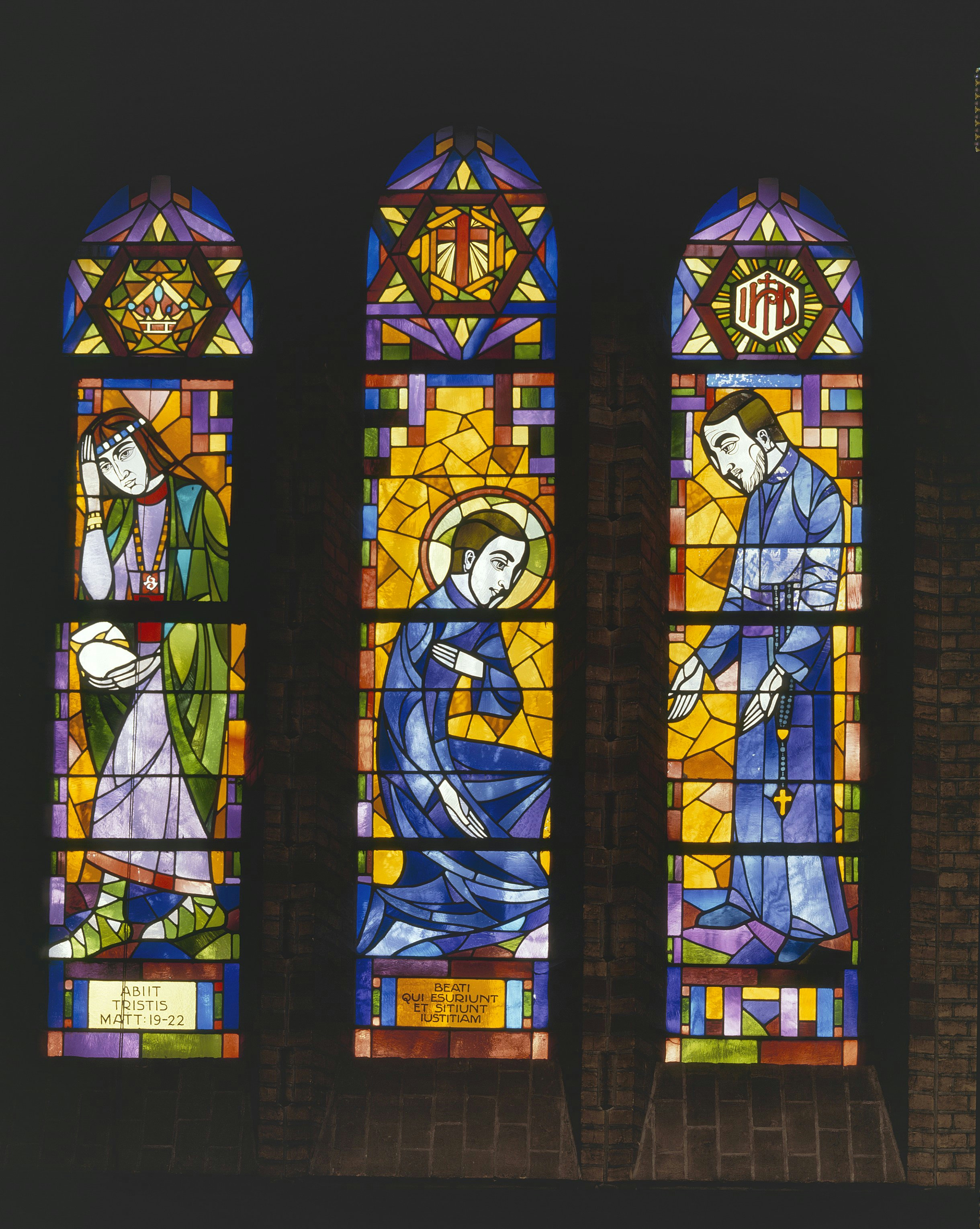
Willem Wiegmans, Sint-Aloysiuskerk (Utrecht)